# 554 Peraga
554 Peraga eller 1905 PS är en asteroid i huvudbältet, som upptäcktes 8 januari 1905 av den tyske astronomen Paul Götz i Heidelberg. Den är uppkallad efter den italienska byn Peraga.
Asteroiden har en diameter på ungefär 95 kilometer.